# Champagnole
Champagnole település Franciaországban, Jura megyében. Lakosainak száma 8035 fő (2022. január 1.). Champagnole Ardon, Bourg-de-Sirod, Cize, Crotenay, Équevillon, Monnet-la-Ville, Montrond, Ney, Pont-du-Navoy, Sapois, Syam és Vannoz községekkel határos.

## Népesség
A település népességének változása:
| Lakosok száma | 9273 | 9713 | 9250 | 8135 | 7901 | 7916 | 7958 | 8014 | 8040 | 8035 |
|               | 1968 | 1982 | 1990 | 2006 | 2013 | 2015 | 2017 | 2019 | 2020 | 2022 |